# Vermoeden van Conway
Het vermoeden van Conway is het door John Conway geformuleerde vermoeden dat bij het herhaald ontbinden en plakken van een willekeurig (positief) geheel getal dit uiteindelijk zal eindigen in een priemgetal.
Met ontbinden en plakken wordt bedoeld: vervang een getal door de opvolging van zijn factoren met bijbehorende exponenten.
Op de uitkomst wordt hetzelfde werkwijze toegepast. Deze werkwijze ook wel aangeduid met: Climb to a Prime conjecture.
voorbeelden
{\displaystyle 4=2^{2}\longrightarrow 22=2\times 11\longrightarrow 211} (is priemgetal)
{\displaystyle 18=2\times 3^{2}\longrightarrow 232=2^{3}\times 29\longrightarrow 2329=17\times 137\longrightarrow 17137} (is priemgetal)

## Onjuist vermoeden
In juni 2017 vond James Davis een getal (13.532.385.396.179) dat het vermoeden van Conway onderuit haalde. Bij dit getal is er sprake van een 'lus': het toepassen van de bewerking levert het zelfde getal op en zal daardoor nooit eindigen in een priemgetal. 
{\displaystyle 13.532.385.396.179=13\times 53^{2}\times 3853\times 96.179\longrightarrow 13.532.385.396.179}
Het vermoeden van Conway blijkt daarmee onjuist te zijn.

## Tweede methode
Er is een tweede methode van ontbinden en plakken. Hierbij worden geen machten gebruikt maar producten, dus {\displaystyle 8=2\times 2\times 2\longrightarrow 222} enz. Ook hier komt men uiteindelijk uit op een priemgetal. Dit vermoeden is nog niet bewezen of onjuist bevonden.